# Dodson (Luisiana)
Dodson es una villa ubicada en la parroquia de Winn en el estado estadounidense de Luisiana. En el Censo de 2010 tenía una población de 337 habitantes y una densidad poblacional de 57,73 personas por km².

## Geografía
Dodson se encuentra ubicada en las coordenadas 32°4′51″N 92°39′31″O / 32.08083, -92.65861. Según la Oficina del Censo de los Estados Unidos, Dodson tiene una superficie total de 5.84 km², de la cual 5.84 km² corresponden a tierra firme y (0%) 0 km² es agua.

## Demografía
Según el censo de 2010, había 337 personas residiendo en Dodson. La densidad de población era de 57,73 hab./km². De los 337 habitantes, Dodson estaba compuesto por el 77.74% blancos, el 19.58% eran afroamericanos, el 0.3% eran amerindios, el 0.3% eran asiáticos, el 0% eran isleños del Pacífico, el 0% eran de otras razas y el 2.08% pertenecían a dos o más razas. Del total de la población el 1.19% eran hispanos o latinos de cualquier raza.